# Curbă plană
În geometrie, o curbă plană este o curbă ale cărei puncte se găsesc în plan (spre deosebire de curba strâmbă).

## Ecuații
Ecuația carteziană explicită a unei curbe plane este de forma:
|  | {\displaystyle y=y(x),} | {\displaystyle (1.1)} |

iar cea implicită:
|  | {\displaystyle F(x,y)=0.} | {\displaystyle (1.2)} |

Ecuația în coordonate polare este:
|  | {\displaystyle r=r(\theta ).} | {\displaystyle (1.3)} |

Ecuațiile parametrice ale curbei plane sunt de forma:
|  | {\displaystyle {\begin{cases}x=x(t)\\y=y(t)\end{cases}}} | {\displaystyle (1.4)} |

Ecuația intrinsecă a unei astfel de curbe este de forma:
|  | {\displaystyle \rho =\rho (s),} | {\displaystyle (1.5)} |

adică valoarea razei de curbură în funcție de arcul  {\displaystyle s.} 

## Arc de curbă plană
Se numește arc simplu de curbă plană, mulțimea  {\displaystyle (C)}  a punctelor  {\displaystyle M(x,y)\in {\mathcal {E}}_{2}} a punctelor care satisfac o ecuație de tip:
|  | {\displaystyle y=f(x),\;a<x<b,} | {\displaystyle (2.1)} |

unde  {\displaystyle a,b\in \mathbb {R} }  sunt fixate,
sau o ecuație de tipul:
|  | {\displaystyle F(x,y)=0,\;a_{1}<x<a_{2},\;b_{1}<y<b_{2}} cu {\displaystyle a_{1},a_{2},b_{1},b_{2}\in \mathbb {R} } | {\displaystyle (2.2)} |

sau un sistem de forma:
|  | {\displaystyle {\begin{cases}x=g(t)\\y=h(t)\end{cases}},\;\;c_{1}<t<c_{2},} | {\displaystyle (2.3)} |

cu  {\displaystyle c_{1},c_{2}\in \mathbb {R} ,}  unde  {\displaystyle f,F,g,h}  sunt funcții reale, de clasă cel puțin  {\displaystyle C^{1}}  pe domeniile lor de definiție, iar g și h stabilesc o corespondență bijectivă și bicontinuă între punctele  {\displaystyle M\in (C)}  și mulțimea valorilor parametrului  {\displaystyle t\in (c_{1},c_{2}).} 

## Exemple
| Nume      | Ecuație implicită                                               | Ecuație parametrică                            | Ecuație explicită       | Grafic   |
| --------- | --------------------------------------------------------------- | ---------------------------------------------- | ----------------------- | -------- |
| Dreaptă   | {\displaystyle ax+by=c}                                         | {\displaystyle (x_{0}+\alpha t,y_{0}+\beta t)} | {\displaystyle y=mx+c}  |          |
| Cerc      | {\displaystyle x^{2}+y^{2}=r^{2}}                               | {\displaystyle (r\cos t,r\sin t)}              |                         | framless |
| Parabolă  | {\displaystyle y-x^{2}=0}                                       | {\displaystyle (t,t^{2})}                      | {\displaystyle y=x^{2}} |          |
| Elipsă    | {\displaystyle {\frac {x^{2}}{a^{2}}}+{\frac {y^{2}}{b^{2}}}=1} | {\displaystyle (a\cos t,b\sin t)}              |                         | framless |
| Hiperbolă | {\displaystyle {\frac {x^{2}}{a^{2}}}-{\frac {y^{2}}{b^{2}}}=1} | {\displaystyle (a\cosh t,b\sinh t)}            |                         |          |